# Epirinus
Epirinus là một chi bọ cánh cứng thuộc họ Scarabaeidae.